# Unione del Popolo e della Giustizia
L'Unione del Popolo e della Giustizia (Centristi, Nazionalisti) (in lituano: Tautos ir teisingumo sąjunga (centristai, tautininkai)) è un partito politico lituano di orientamento nazional-conservatore.
Fondato nel 2003 col nome di Partito di Centro Nazionale (Nacionalinė centro partija - NCP), è stato ridenominato nel 2005 come Partito di Centro della Lituania (Lietuvos centro partija - LCP); nel 2019 ha assunto la denominazione di Partito di Centro "Prosperità Lituana" (Centro partija „Gerovės Lietuva“) mentre nel 2020 ha assunto l'attuale denominazione di Partito di Centro - Nazionalisti (Centro partija – tautininkai).
Nel 2021 il Partito di Centro e l'Unione dei Nazionalisti e dei Repubblicani Lituani confluiscono, portando alla nascita dell'Unione del Popolo e della Giustizia nella forma attuale.

## Risultati elettorali
| Elezione          | Voti   | %    | Seggi   |
| ----------------- | ------ | ---- | ------- |
| Europee 2004      | 3.663  | 0,30 | 0 / 13  |
| Parlamentari 2004 | 5.989  | 0,50 | 0 / 141 |
| Parlamentari 2008 | 8.669  | 0,70 | 0 / 141 |
| Europee 2009      | 17.004 | 3,01 | 0 / 12  |
| Parlamentari 2012 | 12.854 | 0,98 | 0 / 141 |
| Europee 2014      | N.D.   | N.D. | 0 / 11  |
| Parlamentari 2016 | 77.114 | 6,32 | 1 / 141 |
| Europee 2019      | 64.450 | 5,13 | 0 / 11  |
| Parlamentari 2020 | 26.769 | 2,36 | 0 / 141 |
| Europee 2024      | 36.941 | 5,45 | 1 / 11  |
| 1. 2.             |        |      |         |